# Veendammer Benedenverlaat
Het Veendammer Benedenverlaat is een voormalig kanaalwaterschap in de provincie Groningen.
Het schap had hetzelfde grondgebied als de waterschappen Westerdiep, Oosterdiep, Ommelanderwijk en de Wildervankster Participantenverlaat, waarvan het laatste voor 40% in de kosten bijdroeg en de andere elk voor 20%.
Het schap onderhield de benedenlopen van het Wester- en het Oosterdiep, tot de plek waar deze uitmondden in het Meedenerdwarsdiep.
Op de bij De Zeeweringen (...) behorende kaart staat wel de kanalen, maar niet het bijbehorende gebied ingetekend.
Het gebied wordt tegenwoordig beheerd door het waterschap Hunze en Aa's.